# Claus Cito
Nicolas Joseph (Claus) Cito (Bascharage, 26 mei 1882 – Pétange, 10 oktober 1965) was een Luxemburgs beeldhouwer.

## Leven en werk
Josy Cito, zoals hij werd genoemd, was een zoon van hoefsmid Jean Cito en Susanne Leick. Hij studeerde Latijn in Aarlen, maar had meer aardigheid in tekenen en volgde de avondlessen aan de plaatselijke kunstacademie. Na het overlijden van zijn vader in 1899, moeder was al eerder overleden, stopte hij met zijn studie en kwam in dienst bij een kerkschilder. In 1900 trok hij naar Düsseldorf, waar hij bij een andere kerkschilder in de leer ging en de avondcursus decoratieschilderen volgde aan de Kunstgewerbeschule. Hij leerde er Peter Behrens kennen, die hem onder zijn hoede nam. In 1903 stapte Cito over naar de Kunstacademie en volgde in de avonduren architectuurlesen bij Behrens. Aan de academie raakte hij bevriend met August Macke, die hem meerdere keren portretteerde. Cito leerde ook de beeldhouwer Wilhelm Lehmbruck kennen en werd diens assistent. In deze periode ging hij Josy Cito de naam 'Claus Cito' gebruiken.
Cito was een bewonderaar van de in 1905 overleden Belgische beeldhouwer Constantin Meunier. Hij besloot in 1908 naar Brussel te trekken, om daar verder te studeren aan de Koninklijke Academie voor Schone Kunsten. Hij was lid van de Cercle Artistique de Luxembourg (CAL), waarmee hij meermaals exposeerde. In 1909 wonnen hij en Jean-Baptiste Wercollier op de Salon de CAL de Prix Grand-Duc Adolphe. Hij nam met een groep Belgische kunstenaars deel aan de wereldtentoonstelling van 1910 in Brussel en behaalde een eerste plaats. Cito maakte in zijn Belgische periode in zijn atelier in Watermaal vooral grafsculpturen. Hij maakte ook het monument voor Ernest Cambier in Schaarbeek. Dat was al in 1914 gereed, maar werd door de Eerste Wereldoorlog pas begin 1920 geplaatst.
In februari 1920 schreef Luxemburg een prijsvraag uit voor een Monument du Souvenir, ter herinnering aan de Luxemburgse militairen die omkwamen tijdens de Eerste Wereldoorlog. Cito won en keerde in 1921 terug naar zijn land. Hij ontwierp een monument bestaande uit een obelisk, met aan de top een vergulde vrouwenfiguur, in de volksmond bekend als Gëlle Fra (Gouden Vrouw). Aan de voet werd een bronzen beeldengroep geplaatst van een gestorven en een rouwende soldaat.  Nog voor het monument gereed was, werd hij uitgenodigd om een buste te maken van groothertogin Charlotte van Luxemburg. Deze werd getoond op de Exposição Universal in Rio de Janeiro (1922). Hij maakte later meer werk met haar beeltenis, waaronder bustes voor de wereldtentoonstelling van 1935 en ter gelegenheid van het eeuwfeest in 1939 van de onafhankelijkheid van het groothertogdom. In de loop der jaren werd hij in zijn atelier geassisteerd door Emile Goedgen, Aurelio Sabbatini en Aloyse Weins.
Claus Cito overleed op 83-jarige leeftijd in het ziekenhuis van Pétange. In zijn geboorteplaats Bascharage werd een plein naar hem vernoemd.

## Enkele werken
- 1920 monument voor Ernest Cambier bij de entree van het Josaphatpark in Schaarbeek.
- 1923 Gëlle Fra (Gouden vrouw), officieel Monument du Souvenir, op de Place de la Constitution in de stad Luxemburg. Het huidige beeld van de vrouw is een kopie uit 1985.
- 1925 beelden van de heilige tweeling Benedictus en Scholastica voor de abdij van Clervaux.
- 1932 monument voor André Koch in Esch-sur-Alzette.
- 1933 crucifix in de gevel van de parochiekerk van Reckange-sur-Mess.
- 1936 monument voor politicus Émile Mark (1874-1935) in Differdange.
- 1938 decoratief beeldhouwwerk, waaronder friezen boven de entree, voor het stadhuis van Pétange.
- 1939 marmeren buste van groothertogin Charlotte van Luxemburg in het stadhuis van Differdange. Gemaakt ter gelegenheid van het eeuwfeest van de Luxemburgse onafhankelijkheid.
- 1940-1941 De Knielende Vrouw.
- 1946 To the first American Soldier fallen for the Liberation of our Country, Tweede Wereldoorlog-monument in Pétange.
- 1958 Monument de la grève nationale, nationaal stakingsmonument, in Differdange. In samenwerking met architect René Fournelle.
- marmeren buste van generaal Albert Thys (1849-1915)
- Mère éplorée (Rouwende moeder), beeld op de begraafplaats in Leudelange.
- altaar in de crypte van de kathedraal van Luxemburg.

## Fotogalerij

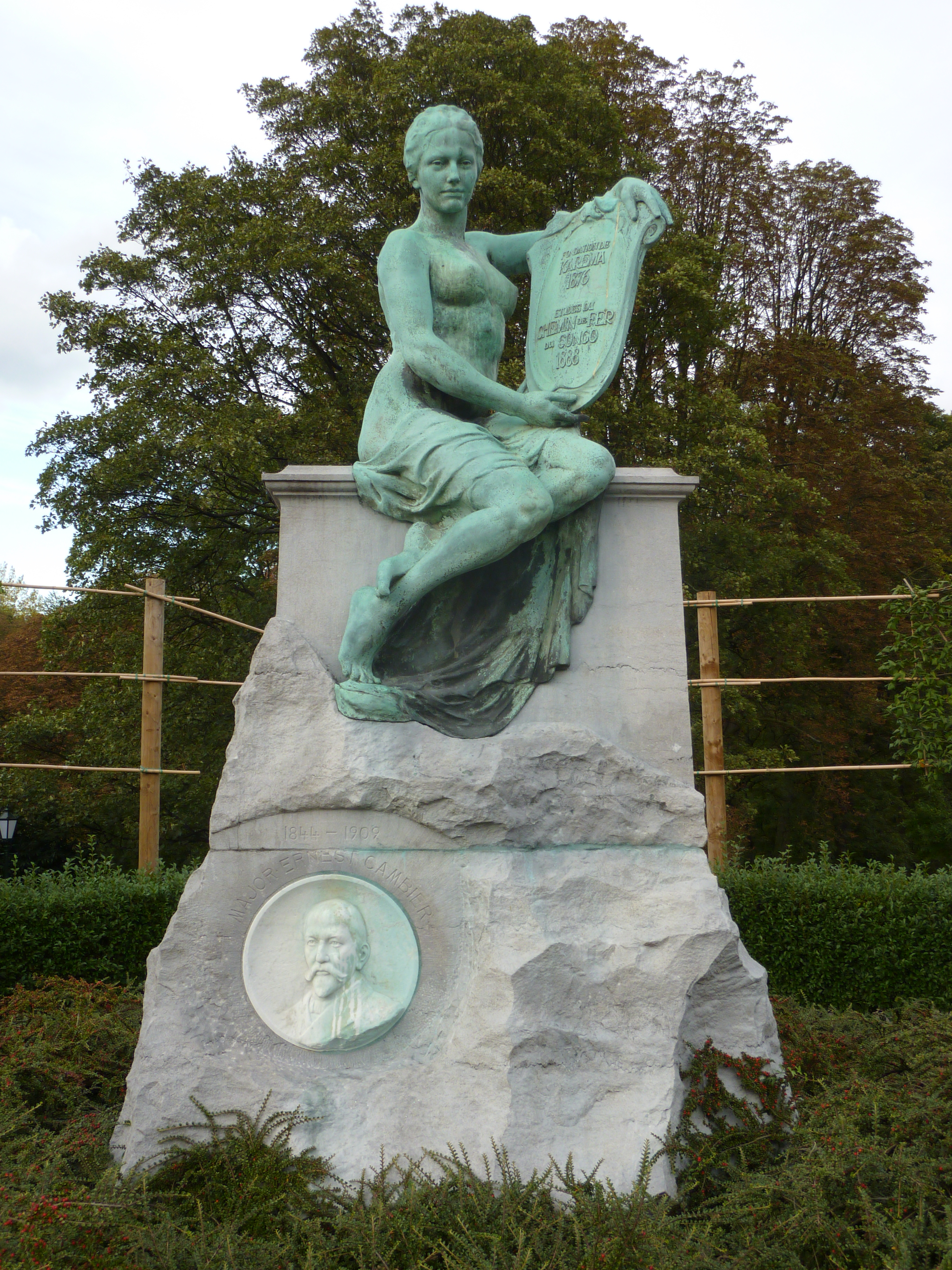
Ernest Cambier-monument (1920), Schaarbeek
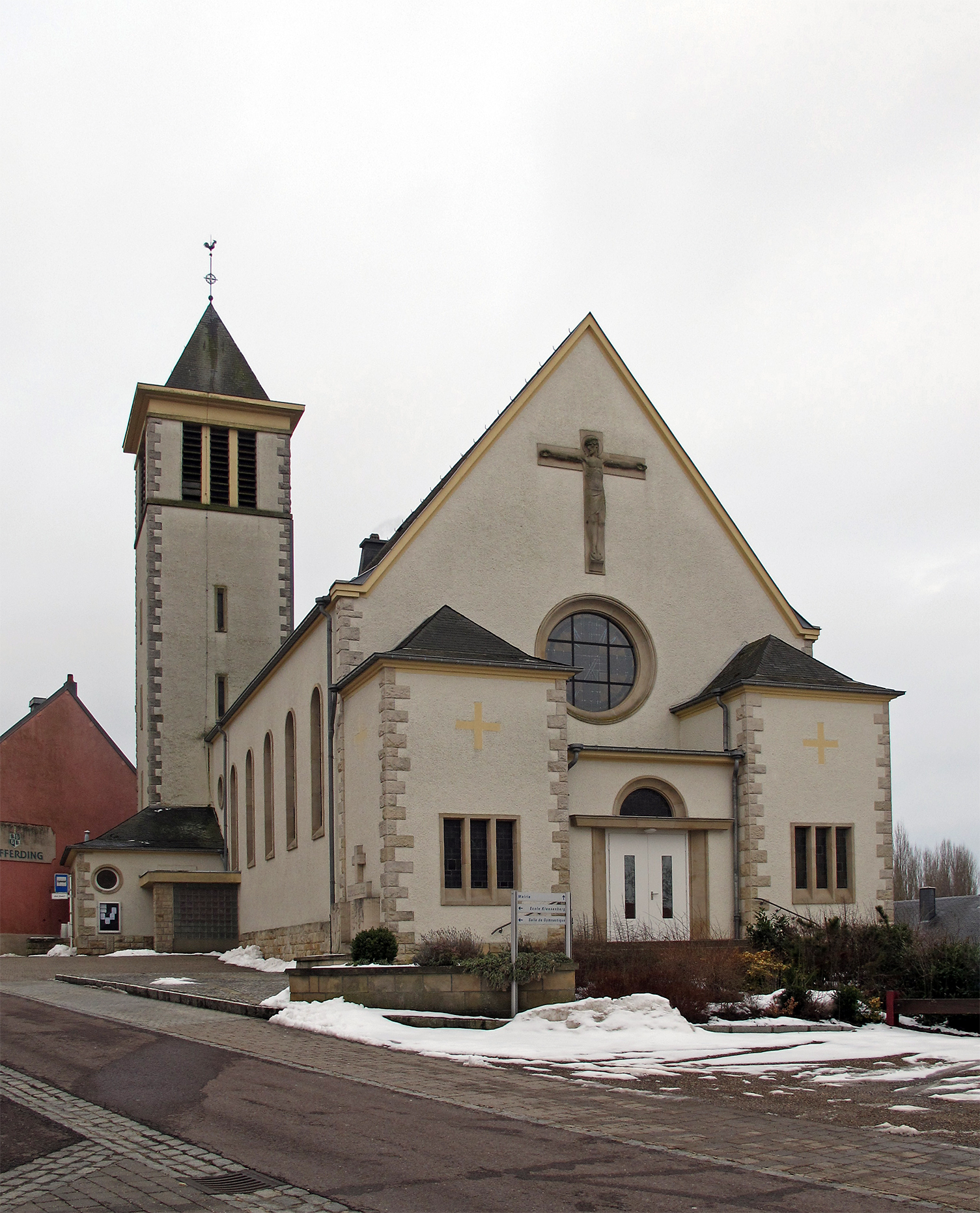
crucifix (1933), Reckange-sur-Mess
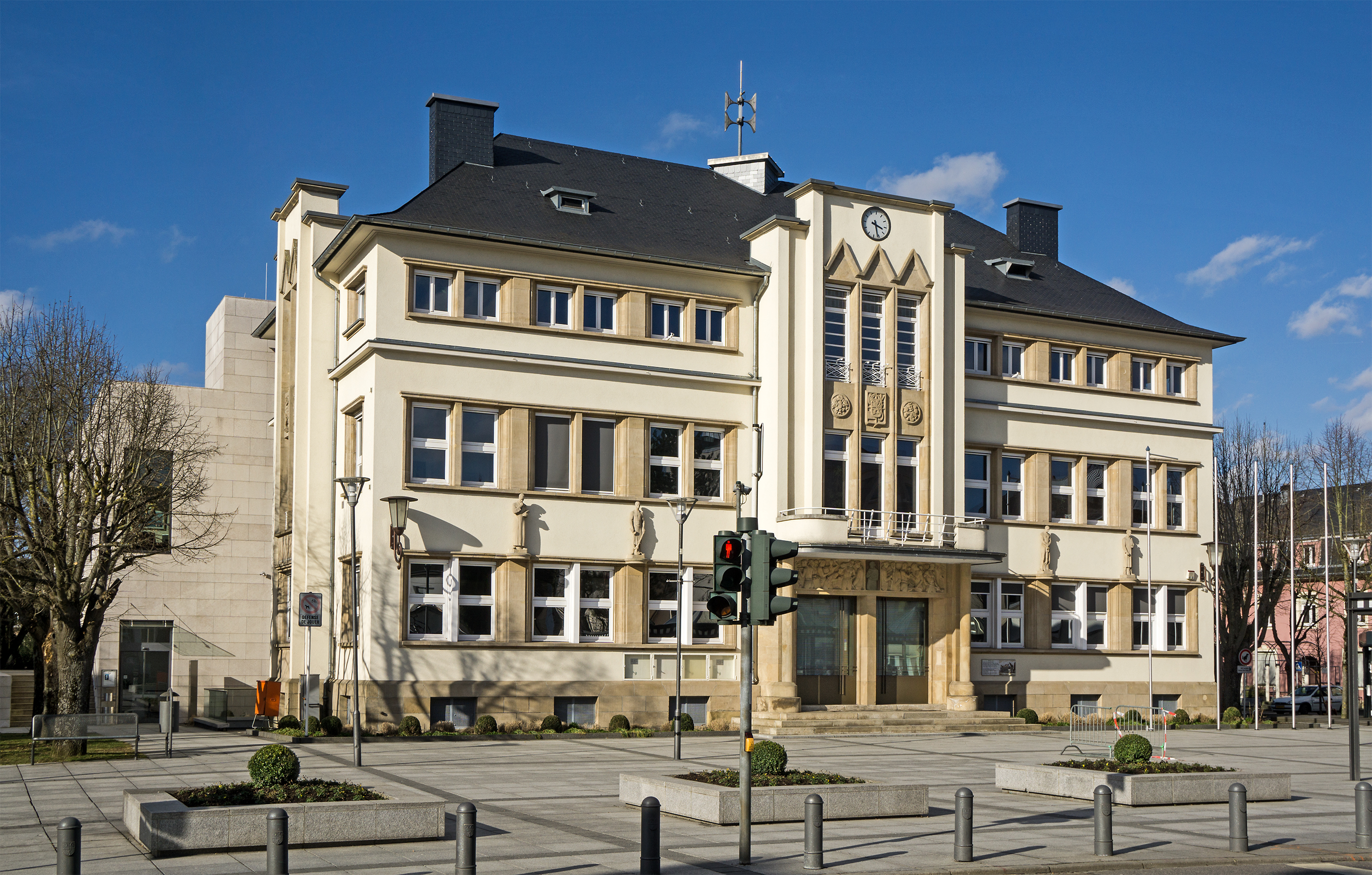
decoratief beeldhouwwerk (1938), Pétange
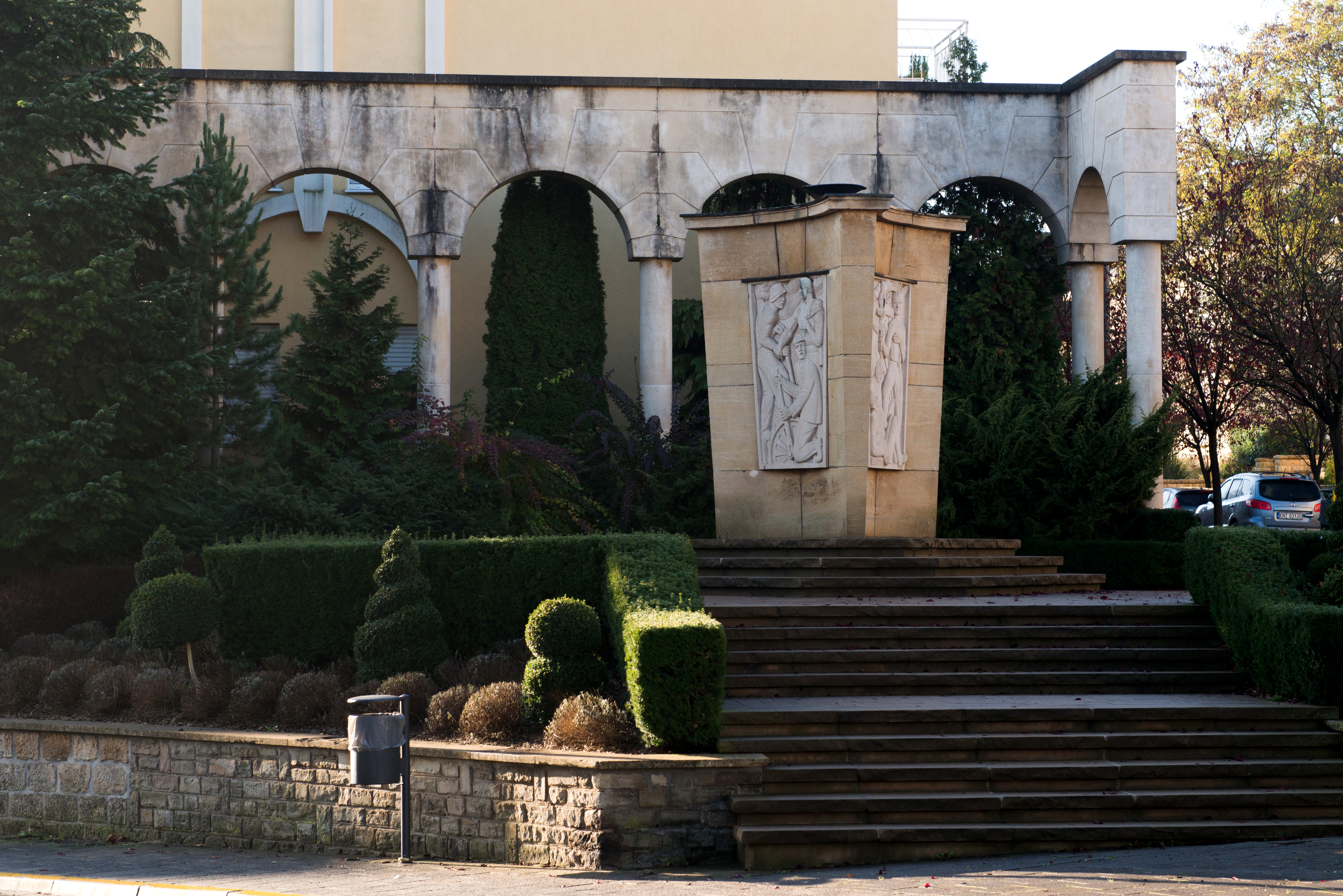
Monument de la grève nationale (1958), Differdange